# Blues på svenska
Blues på svenska är ett album av Peps Persson och Slim Notini, släppt 1975.

## Låtlista
1. "Hokus pokus man" ("Hoochie Coochie Man" – Willie Dixon) – 4:05
2. "Fem långa år" ("Five Long Years" – Eddie Boyd) – 5:05
3. "Ropar på min snoppa" ("Howling For My Darling" – Willie Dixon) – 3:40
4. "Allt det där som sårar dej" ("It Hurts Me Too" – Elmore James) – 3:55
5. "Rullar och tumlar" ("Rollin' and Tumblin'" – McKinley Morganfield) – 4:00
6. "Jag är kär igen" ("I'm In Love Again" – Dave Bartholomew, Fats Domino) – 1:55
7. "Vad jag gjorde förut" ("The Things I Used To Do" – Eddie Jones) – 4:15
8. "Du é så fin" ("You're So Fine" – Walter Jacobs) – 3:15
9. "Liden rö tocke" ("Little Red Rooster" – Willie Dixon) – 6:25
10. "Ta dej en funderare, min vän" ("Reconsider Baby" – Lowel Fulson) – 2:45

De svenska texterna är skrivna av Peps Persson (spår 1, 2, 5, 8, 9) och Per "Slim" Notini (spår 3, 4, 6, 7, 10)

## Medverkande
Musiker
- Peps Persson – sång, gitarr, munspel
- Slim Notini – sång, piano, arrangement
- Johan Stengård – altsaxofon
- Per Erik Isberg – baritonsaxofon
- Peter Sundell – trummor
- Rolf Alm – basgitarr
- Christer Eklund – sopransaxofon, tenorsaxofon
- Tomas Driving – trumpet

Produktion
- Sam Charters – musikproducent
- Lasse Gustafsson – ljudtekniker
- Lasse Åberg – omslagsdesign, omslagskonst
- Bengt H. Malmqvist – foto